# Mobiklasse
Mobiklasse, offiziell mobiklasse.de, ist eine Sprachwerbeaktion, die seit 2014 unter der Leitung des Deutsch-Französischen Jugendwerk in enger Zusammenarbeit mit der Föderation der Deutsch-Französischen Häuser und mit der Unterstützung des Deutschen Akademischen Austauschdienstes, des  Goethe-Instituts und dem Hueber Verlag durchgeführt wird. Ziel ist es, französische Schüler spielerisch für die deutsche Sprache und Kultur zu interessieren und ein „attraktives, freundliches und aktuelles Deutschlandbild“ zu vermitteln.
Im Jahre 2000 wurde die Vorgängerorganisation DeutschMobil im Heidelberg-Haus in Montpellier gegründet.  Zwölf junge Lektoren aus Deutschland fahren an Grundschulen, Collèges (Mittelstufe) und an Gymnasien oder Berufsschulen. Seit der Corona-Pandemie werden auch Online-Animationen angeboten. In spielerisch gestalteten Unterrichtsstunden werden französischen Schülern deutsche Sprache und Kultur vorgestellt. Von Ausspracheregeln über Unterschiede im Schulsystem bis zum HipHop wird den Kindern und Jugendlichen das Nachbarland „zum Anfassen“ nähergebracht. Im Schnitt stieg die Zahl der Schüler, die sich für Deutsch als zweite Fremdsprache entschieden, um 50 % und um 25 % für Deutsch als erste Fremdsprache in den besuchten Schulen.
Der Organisation wurde mit dem Initiativpreis Deutsche Sprache 2003 und am 22. Januar 2004 mit dem Adenauer-de Gaulle-Preis anlässlich des 41. Jahrestages der Unterzeichnung des Élysée-Vertrags ausgezeichnet.
Im Rahmen des Abkommens über deutsch-französische Zusammenarbeit steht das Programm unter der Schirmherrschaft des Bevollmächtigten für kulturelle Angelegenheiten der Bundesrepublik Deutschland mit Frankreich und des französischen Erziehungsministers.

## Einsatzstellen
Aix-en-Provence, Bordeaux, Caen, Dijon, Lille, Lyon, Nancy, Nantes, Nizza, Paris, Toulouse und Tours
Auf der französischen Überseeinsel Réunion wird in Kooperation mit mobiklasse.de das äquivalente Programm Deutschauto angeboten.
2002 wurde die spiegelbildliche Initiative FranceMobil in Deutschland eingeführt, welche ebenfalls vom Deutsch-Französischen Jugendwerk durchgeführt wird.